# Nereimyra crinita
Nereimyra crinita är en ringmaskart som först beskrevs av William Aitcheson Haswell 1886.  Nereimyra crinita ingår i släktet Nereimyra och familjen Hesionidae. Inga underarter finns listade i Catalogue of Life.